# Collégien
Collégien is een gemeente in het Franse departement Seine-et-Marne (regio Île-de-France) en telt 3165 inwoners (2005). De plaats maakt deel uit van het arrondissement Torcy en is een van de 26 gemeenten van de nieuwe stad Marne-la-Vallée.

## Geografie
De oppervlakte van Collégien bedraagt 4,3 km², de bevolkingsdichtheid is 736,0 inwoners per km².
De onderstaande kaart toont de ligging van Collégien met de belangrijkste infrastructuur en aangrenzende gemeenten.

## Demografie
Onderstaande figuur toont het verloop van het inwonertal (bron: INSEE-tellingen).

## Galerij

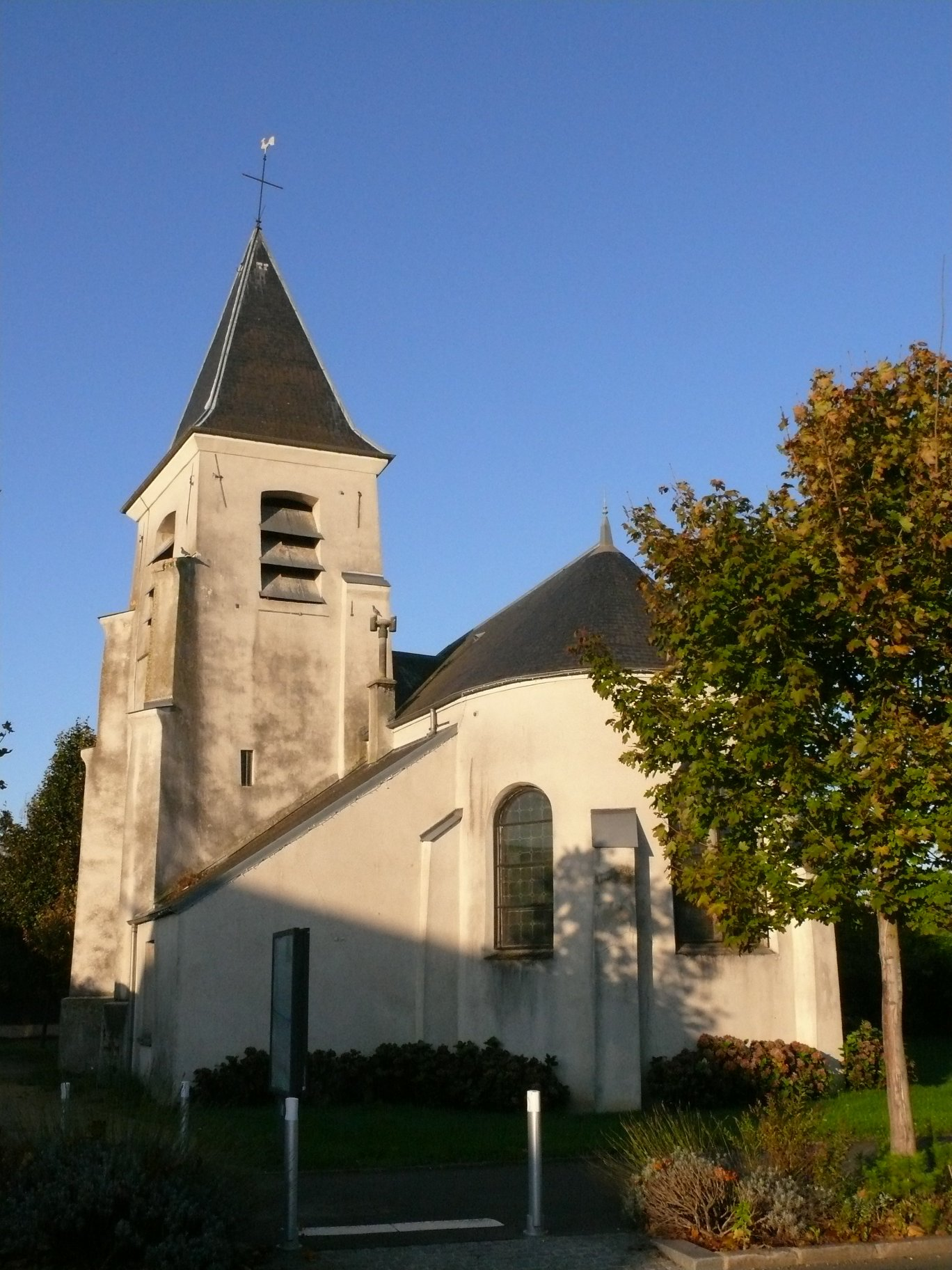
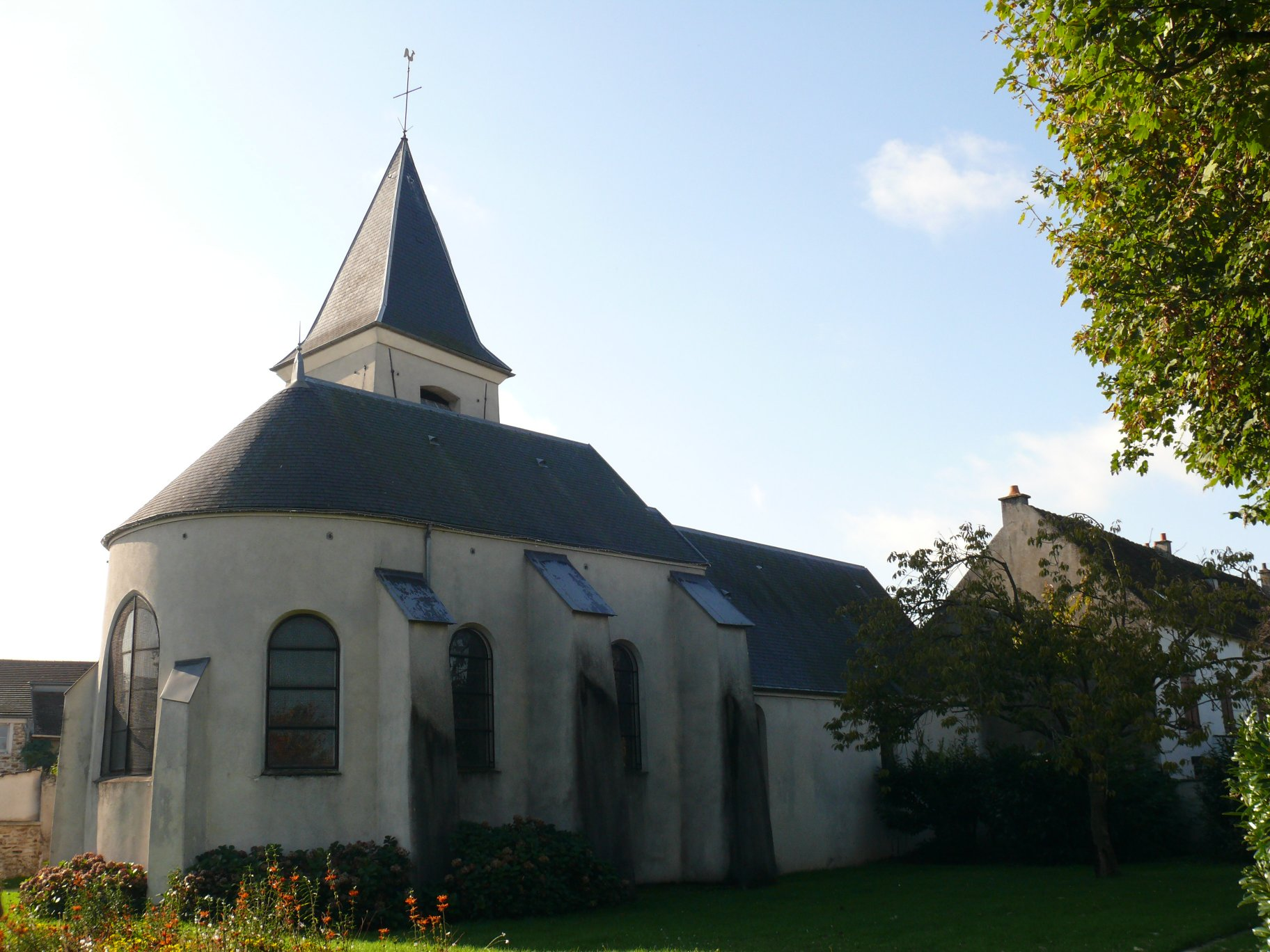
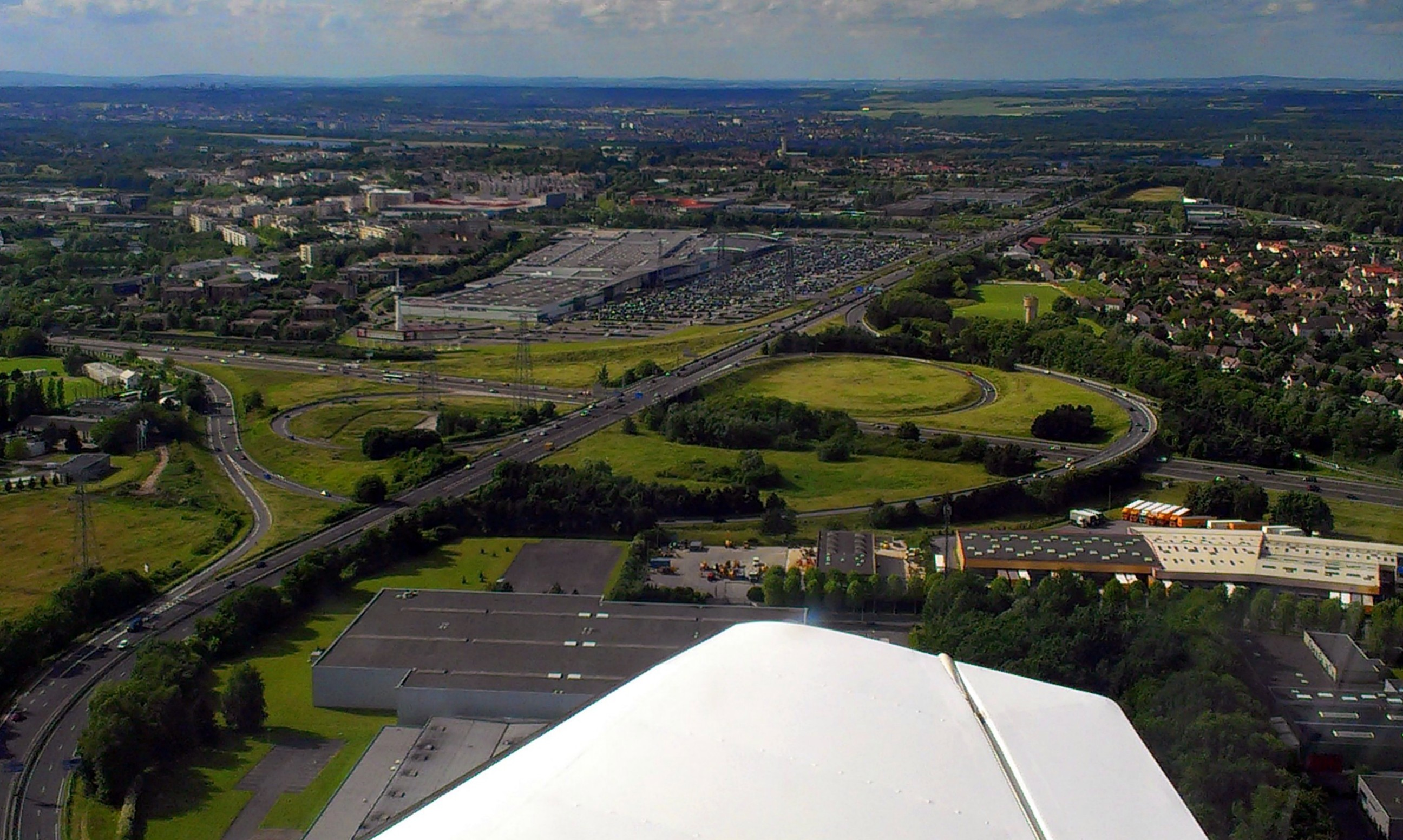